# 2904 Millman
2904 Millman eller 1981 YB är en asteroid i huvudbältet som upptäcktes den 20 december 1981 av den amerikanske astronomen Edward L.G. Bowell vid Anderson Mesa Station. Den är uppkallad efter den kanadensiske astronomen Peter Millman.
Asteroiden har en diameter på ungefär 15 kilometer.